# AS Gubbio 1910
Associazione Sportiva Gubbio 1910, zkráceně jen Gubbio je italský fotbalový klub hrající v sezóně 2024/25 ve 3. italské fotbalové lize sídlící ve městě Gubbio v regionu Umbrie.
Klub byl založen 25. března 1913 jako Società per Esercizi Sportivi di Gubbio. Založil jej kněz Don Bosone Rossi a to již v roce 1910, jenže první oficiální utkání klub odehrál o tři roky později. Velkého úspěchu klub dosáhl v sezoně 1946/47, když vyhrál svou skupinu a zajistil si postup do druhé ligy, kterou hrál jednu sezonu. V roce 1949 klub končí po finančním bankrotu. Vznikl nový klub, který hrál v regionálních ligách. Až sezonu 1964/65 hraje již ve čtvrté lize, ale jen na jednu sezonu. Další působení ve čtvrté lize bylo od sezony 1969/70 a tahle série trvala do sezony 1974/75. Do sezony 2009/10 hrála nejvýše čtvrtou ligu. Od sezony následující již hrála ve třetí lize, kterou dokonce vyhrála a mohla tak hrát v sezoně 2011/12 druhou ligu. I když jen na jednu sezonu. Od sezony 2016/17 hraje klub nepřetržitě ve třetí lize.

## Změny názvu klubu
- 1913/14 – 1920/21 – SES di Gubbio (Società per Esercizi Sportivi di Gubbio)
- 1921/22 – 1928/29 – Vis Gubbio (Vis Gubbio)
- 1929/30 – 1934/35 – SS Gubbio (Società Sportiva Gubbio)
- 1935/36 – 1937/38 – FGC Gubbio (Federazione Giuoco Calcio Gubbio)
- 1938/39 – 1944/45 – SS Gubbio (Società Sportiva Gubbio)
- 1945/46 – 1948/49 – US Gubbio (Unione Sportiva Gubbio)
- 1949/50 – 1986/87 – AS Gubbio 1910 (Associazione Sportiva Gubbio 1910)
- 1987/88 – 1995/96 – Gubbio Calcio (Gubbio Calcio)
- 1996/97 – AS Gubbio 1910 (Associazione Sportiva Gubbio 1910)

## Získané trofeje

### Vyhrané domácí soutěže
- 3. italská liga (2×)

1946/47, 2010/11
- 4. italská liga (3×)

1986/87, 1997/98, 2015/16

## Účast v ligách
| Úroveň soutěže | Název soutěže (nynější název) | První hraná sezona | Poslední hraná sezona | celkem odehraných sezon |
| -------------- | ----------------------------- | ------------------ | --------------------- | ----------------------- |
| 2              | Serie B                       | 1947/48            | 2011/12               | 2                       |
| 3              | Serie C                       | 1938/39            | 2024/25               | 19                      |
| 4              | Serie D                       | 1958/59            | 2015/16               | 28                      |
| 5              | Eccellenza                    | 1978/79            | 1997/98               | 12                      |

## Fotbalisté

### Známí hráči v klubu
- Mário Rui – (2011/12) reprezentant  medailista z MS U20 2011 + LN UEFA 2019